# Immunitás (biológia)
Az immunitás, a szervezetet érő idegen, esetleg ártalmas, különösen kórokozókkal és mérgekkel szembeni védettséget jelent. Ennek a védettségnek egyik formája természetes körülmények között, másik formája mesterséges beavatkozásra alakul ki. Így megkülönböztetnek nem specifikus, veleszületett, valamint specifikus, azaz szerzett immunitást.

## A természetes immunitás
- A természetes immunitás egyik formája a faji immunitás, amely abban nyilvánul meg, hogy az egyik fajt nem betegítik meg egy másik faj kórokozói. Pl.: az embert nem betegítik meg a hüllők kórokozói.

- másik formája az egyéni öröklött immunitás, ez azt jelenti, hogy egyes népcsoportok, családok, vagy emberek, bizonyos fertőző betegségekkel szemben ellenállóbbak, immunisabbak az átlagnál. Pl.: az afrikai bennszülöttek nagyobb ellenállást mutatnak a maláriával vagy a sárgalázzal szemben, mint az európaiak.

- A természetes immunitás harmadik formája, az aktív immunitás, amelyre akkor teszünk szert, ha már valamely fertőzésen átestünk. Az ismételt fertőzés esetén, megbetegedés egyáltalán nem, vagy csak kisebb mértékben történik. Védettségre akkor is szert tehetünk, ha a betegség nem jár a rá jellemző tünetekkel. Ezzel magyarázható például egyes gyermekek és felnőttek járványos gyermekbénulással szembeni védettsége. De ilyen jellegű immunitás marad vissza a kanyaró, a rubeola, a skarlát, a diftéria stb. akár enyhe lefolyása után is.

Az aktív immunitást mesterségesen is ki lehet alakítani, ilyen esetben a fertőzés folyamatát utánozva, a szervezet védekező mechanizmusát aktiválják, serkentik. Először a kínaiak próbálkoztak a himlő ellen védekezni az enyhe lefolyású esetekből származó himlős hólyagváladékot használva. 
A himlőoltás mai formáját Edward Jenner angol orvos fejlesztette ki, aki tehénhimlő nyirokkal tett védetté gyermekeket az emberi himlő ellen. A védőoltással a szervezetbe juttatott legyengített vagy elölt kórokozók (antigének) hatására a szervezet maga termel ellenanyagokat (antitoxinokat), így mozgósítva a falósejteket (fagocitákat). Ilyen mesterséges beavatkozás csak kis mértékben veszi igénybe a szervezetet, miközben az immunitás lassan kifejlődik, és rendszerint tartósan meg is marad. Idős korban a természetes és mesterséges immunitás is erősen leromlik, hasonlóképpen gyengül éhezés, alkoholizálás, vagy kimerültség esetén.

## A mesterséges immunitás
A mesterséges immunitás gyorsan létrehozható, de rövid ideig tartó formája a passzív immunitás. 
Úgy alakítják ki, hogy a kórokozóra specifikus ellenanyagokat, főleg IgG osztályú molekulákat, antitesteket adnak be a védőoltás oltóanyagában. Régen állatokban termeltették az ellenanyagot.
Ma az oltóanyagokat ellenanyagokkal rendelkező személyek vérsavójából állítják elő, és csak humán immunglobulin készítményeket alkalmaznak a szervezet védelmére:
16% Human Gammagobulin, IVIG Intraglobin F, Pentaglobin, TETIG
Specifikus immunglobulin: Aunativ, Hepatect CP, Cytotect, RSV (monoclonalis antitest), Varitect.
Jellemzői: 
• azonnali védelem
• átmeneti hatás (az antitestek lebomlanak, kiürülnek: az IgG felezési ideje átlagosan 21 nap)
Az antitestek hatása: hozzákötődnek a kórokozó meghatározott antigénjéhez:	
• vírusokat neutralizálják (közömbösítik)
• baktériumok szaporodását gátolják
• elősegítik a fagocitózist 
• aktiválják a komplementrendszert
• megkötik (semlegesítik) a toxinokat